# 전대·에버랜드역
전대·에버랜드역(前垈·에버랜드驛, Jeondae·Everland station)은 경기도 용인시 처인구 포곡읍에 있는 용인 경전철의 전철역이다. 현재 용인 경전철의 종점이며 에버랜드 정문 까지는 1.5 km 정도 떨어져 있어서 에버랜드에서 운영하는 셔틀버스를 이용하여 이동하여야 한다. 이 역부터 기흥역까지 모두 지상 구간이다.

## 역사
- 2013년 4월 26일 : 용인 경전철 기흥 ~ 전대·에버랜드 구간 개통과 함께 영업 개시

## 역 구조
2면 2선의 상대식 승강장을 갖추고 있으나, 1면 1선의 단선 역사로 취급한다. 이는 의정부 경전철의 발곡역과 같은 예로 들 수 있다. 스크린도어가 설치되어있다.

### 승강장
| 둔전 ↑    |
| \| 상     |
| 시·종착역 |

| 상행 | ● 용인 경전철 | 김량장 · 동백 · 기흥 방면 |
| 하행 | ● 용인 경전철 | 당역 종착                 |

## 역 주변
| 나가는 곳 | 방면                                                         |
| --------- | ------------------------------------------------------------ |
| 1         | 포곡초등학교                                                 |
| 2         | 장미아파트 포곡어린이집                                      |
| 3         | 에버랜드 캐리비안베이 에버랜드주차장 에버랜드순환버스 승차장 |
| 4         | 항공아파트                                                   |

## 인접한 역
| 용인 경전철         | 용인 경전철   | 용인 경전철 |
| ------------------- | ------------- | ----------- |
| Y123 둔전 기흥 방면 | ● 용인 경전철 | 시·종착역   |

## 사진

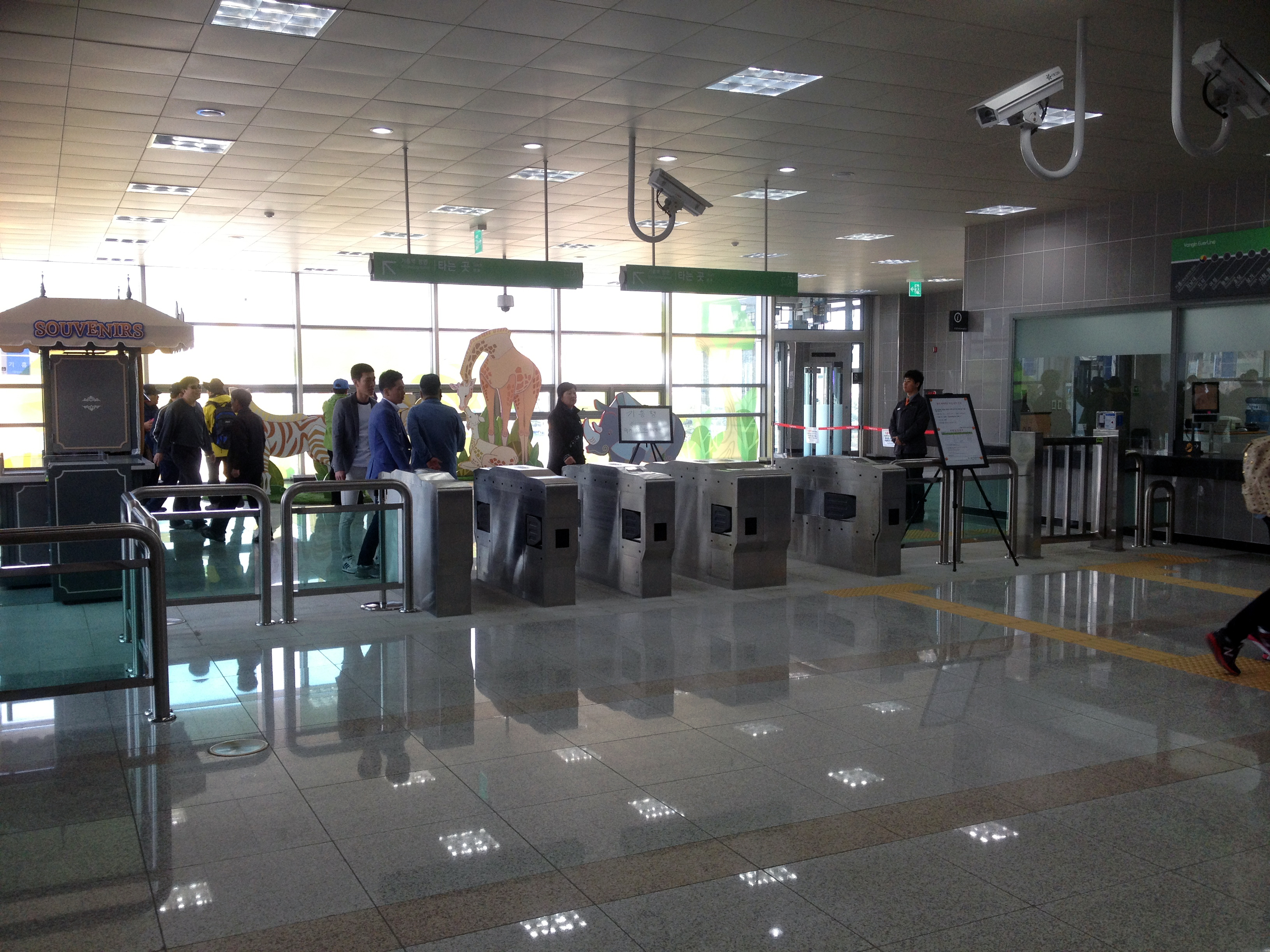
개찰구
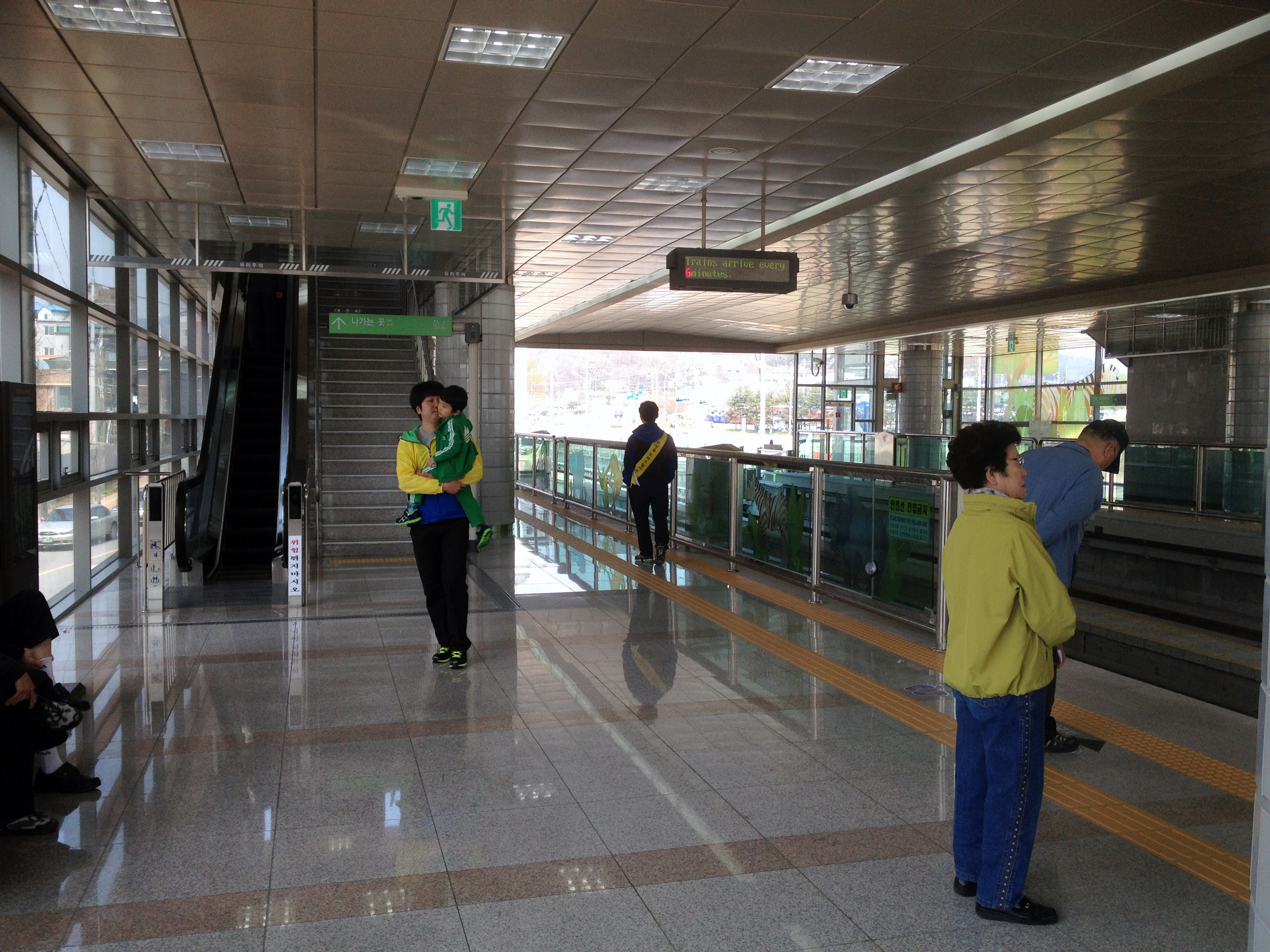
플랫폼 (스크린도어 설치 전)